# 굴렁쇠

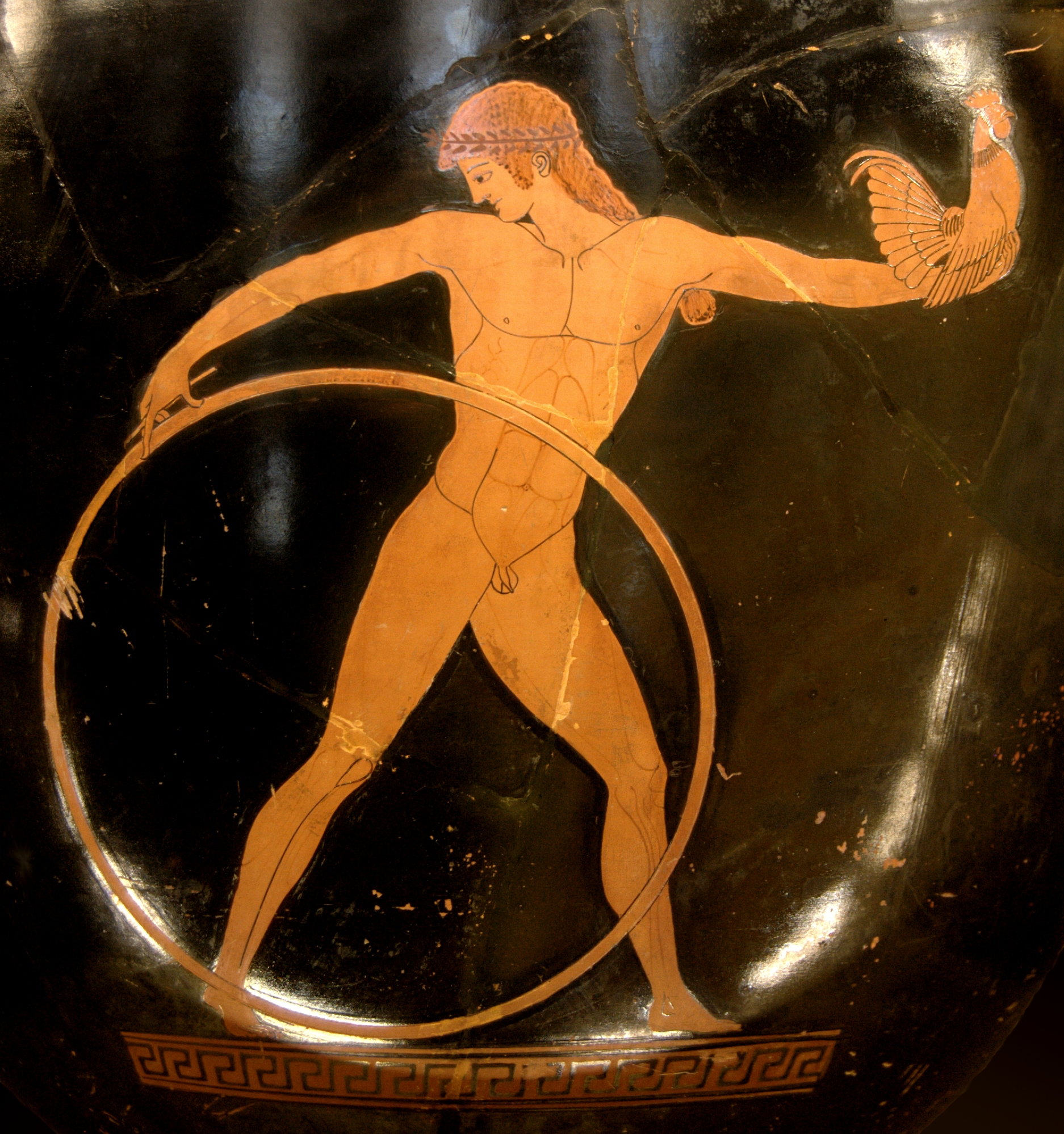

굴렁쇠 굴리기는 동그란 원 모양의 철사를 철막대를 이용하여 굴리는 놀이 중 하나이다.
1988 서울 올림픽 개막식에서 윤태웅이라는 이름의 소년이 굴렁쇠를 굴리며 경기장을 들어오는 퍼포먼스가 있었다.

## 같이 보기
- 훌라후프